# McLaren M2B
O M2B foi o modelo da McLaren da temporada de 1966 da F1. 
Foi guiado por Bruce McLaren.
McLaren